# Empoasca geniculata
Empoasca geniculata är en insektsart som beskrevs av Rowland Southern 1982. Empoasca geniculata ingår i släktet Empoasca och familjen dvärgstritar. Inga underarter finns listade i Catalogue of Life.